# Antoni Maria Gallissà

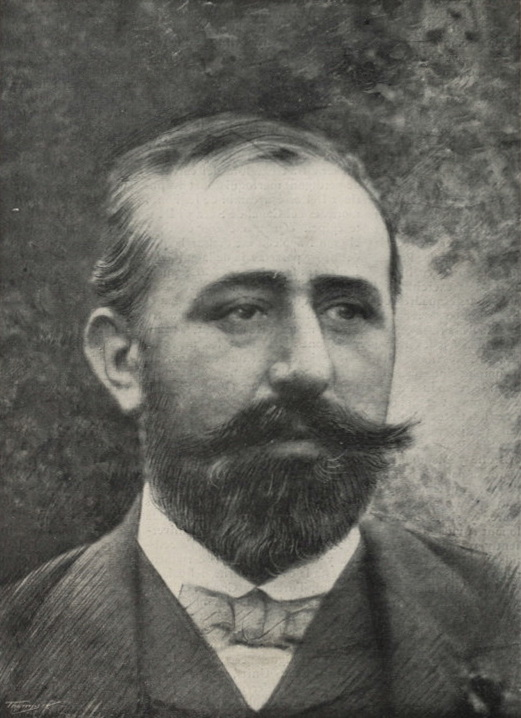
Antoni Maria Gallissà i Soqué

Antoni Maria Gallissà i Soqué (* 1861 in Barcelona; † 1903 in Barcelona) war ein katalanischer Architekt des Jugendstils.

## Biographie
Er erwarb 1885 seinen Abschluss an der Escola d’Arquitectura de Barcelona mit dem Prädikat sehr gut. Stärker als seine Kollegen versuchte er, romanische und gotische Elemente in seine Entwürfe zu integrieren. Der Stil Gallissàs war von dem seines Mentors Lluís Domènech i Montaner abgeleitet, legt aber ein verstärktes Augenmerk auf Elemente der katalanischen Geschichte, insbesondere bei den Zierelementen.
In den ersten Jahren als Architekt wirkte er hauptsächlich an den Entwürfen von Lluís Domènech i Montaner für das Castell dels Tres Dragons (heute Zoologisches Museum Barcelona) und dem Palau de la Música Catalana mit, daneben sind gemeinsame Projekte mit weiteren Professoren und Studenten der Escola d’Arquitectura de Barcelona, wie Elies Rogent i Amat und Josep Maria Jujol i Gibert von Bedeutung. Seine Werke lassen sich an verschiedenen Orten Kataloniens finden.
Wie viele katalanische Künstler zur Zeit der Jahrhundertwende engagierte sich Gallissà i Soque in der Renaixença Catalana; er war Mitverfasser der Bases de Manresa (1892) und fungierte von 1897 bis zu seinem Tode als Präsident der nationalkonservativen Unió Catalanista. Als Zusammenfassung seiner politischen und künstlerischen Auffassungen legte der die Schrift En busca d’una arquitectura nacional (‚Auf der Suche nach einer nationalen Architektur‘) vor.
Auf dem Höhepunkt seines Schaffens starb Gallissà i Soqué 1903 mit 42 Jahren an einem angeborenen Herzfehler.

## Werke
Barcelona:
- Casa Llopis Bofill (Casa Manel Llopis), mit Sgraffiti von Josep Maria Jujol
- Casa Gallìssa i Soque
- Casa de la Riva
- Casa Sicart (demoliert, an der Fassade des Einkaufszentrums, das an seiner Stelle errichtet wurde, ist eine Kopie der Fassade des 2. Stocks angebracht)

Cervelló:
- Pfarrhaus und Kirche Sant Esteve
- Granja Garcia

Esplugues de Llobregat:
- Can Casanovas
- Casa Pujol

La Garriga:
- Casa Pascual (Pfarrhaus)

Lloret de Mar:
- Casa Arús
- Panteón Casanovas-Terrats (Grabmal), Skulpturen von Eusebi Arnau

Papiol:
- Casa Gomis

Vilassar de Mar:
- Casa Arús

## Bildergalerie

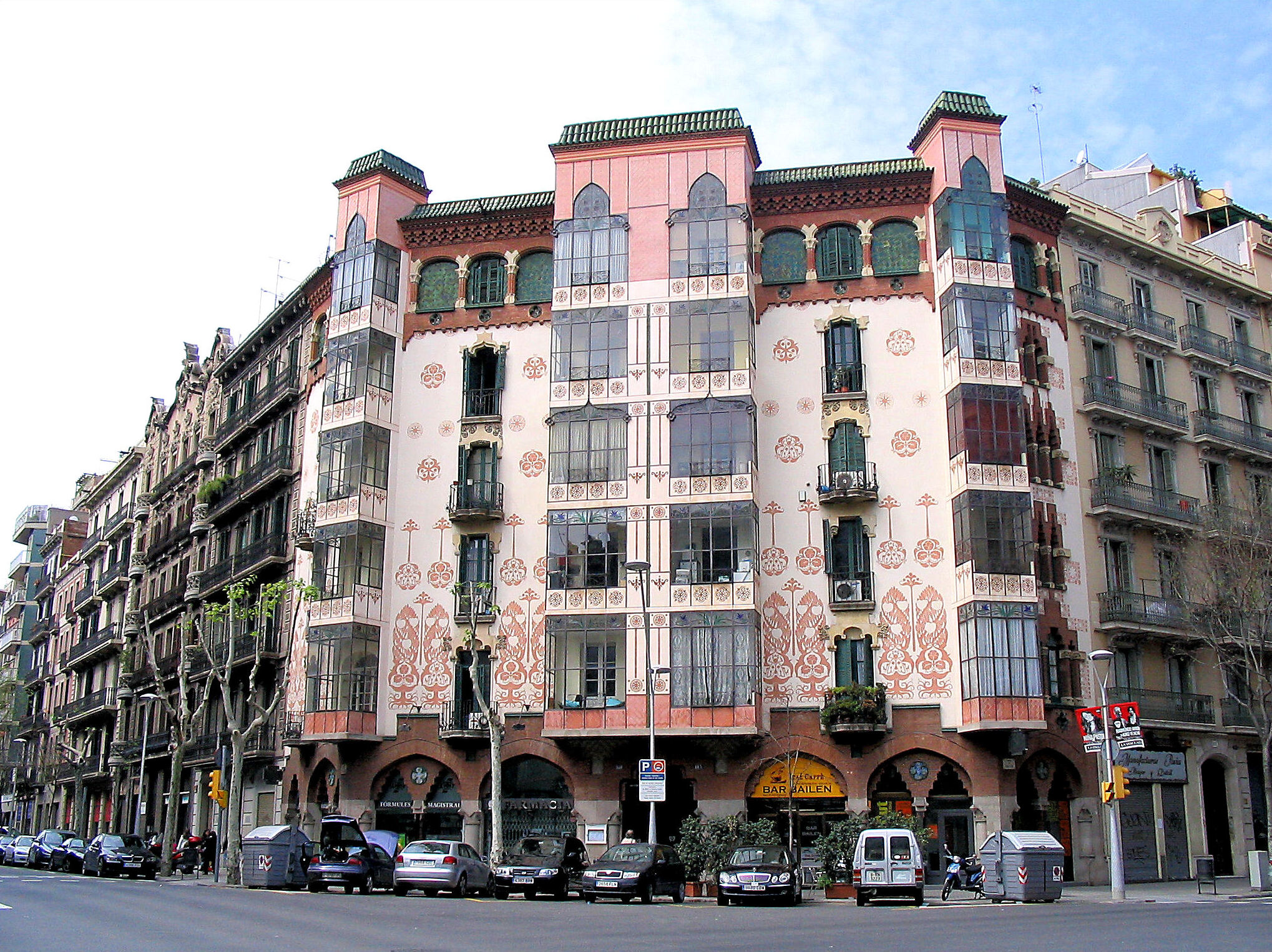
Casa Llopis Bofill, Barcelona
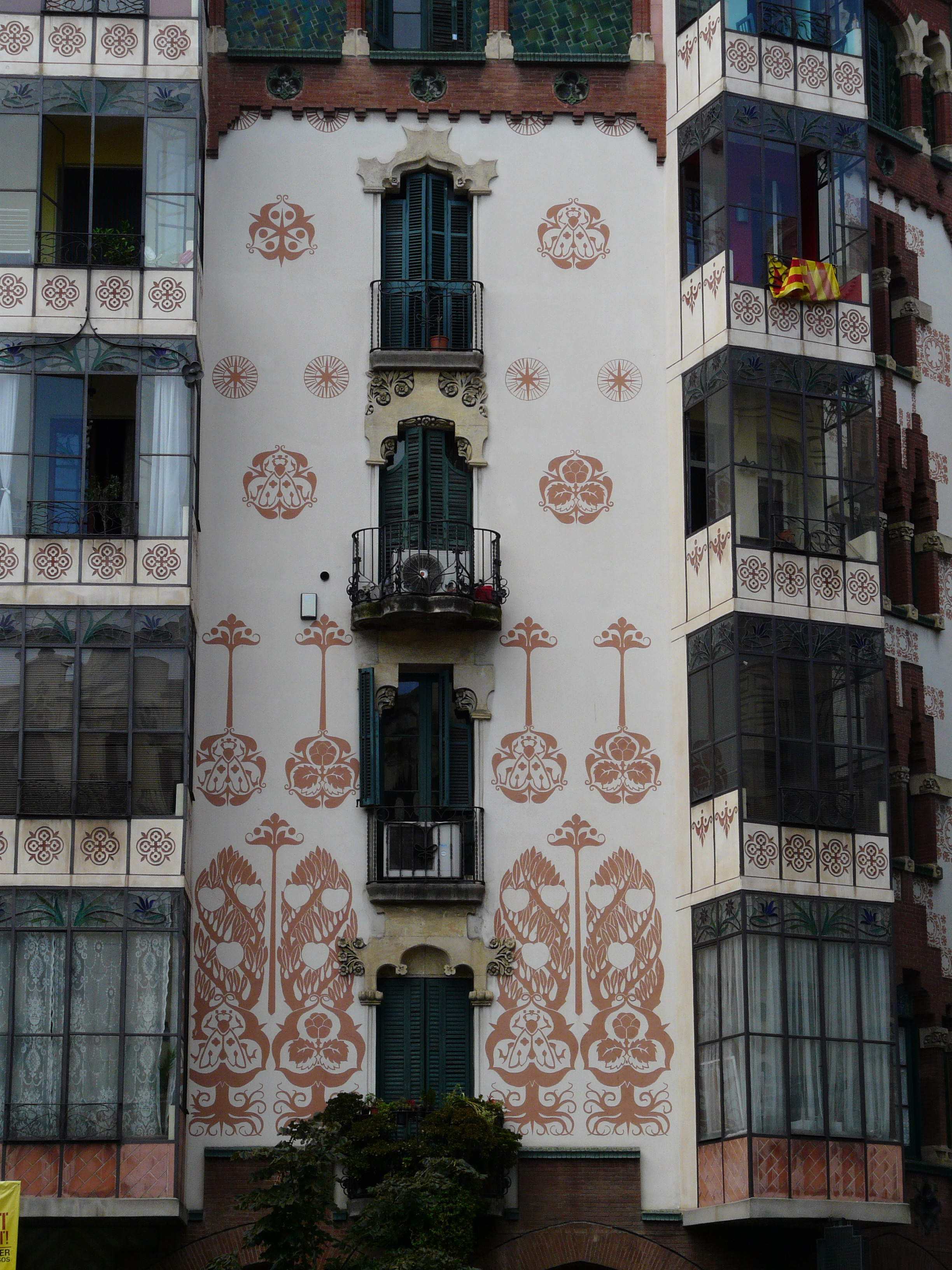
Casa Llopis Bofill
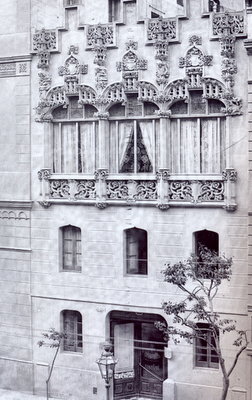
Casa Sicart, Barcelona
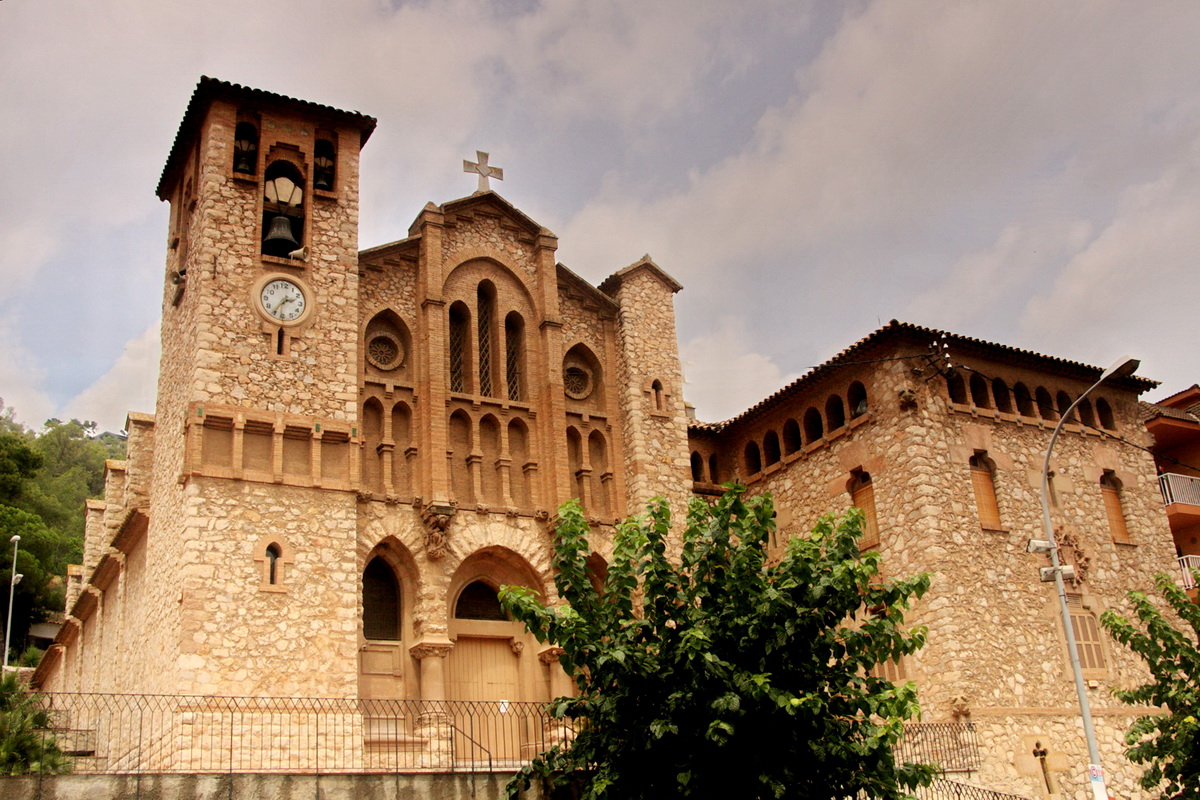
Kirche Sant Esteve, Cervelló
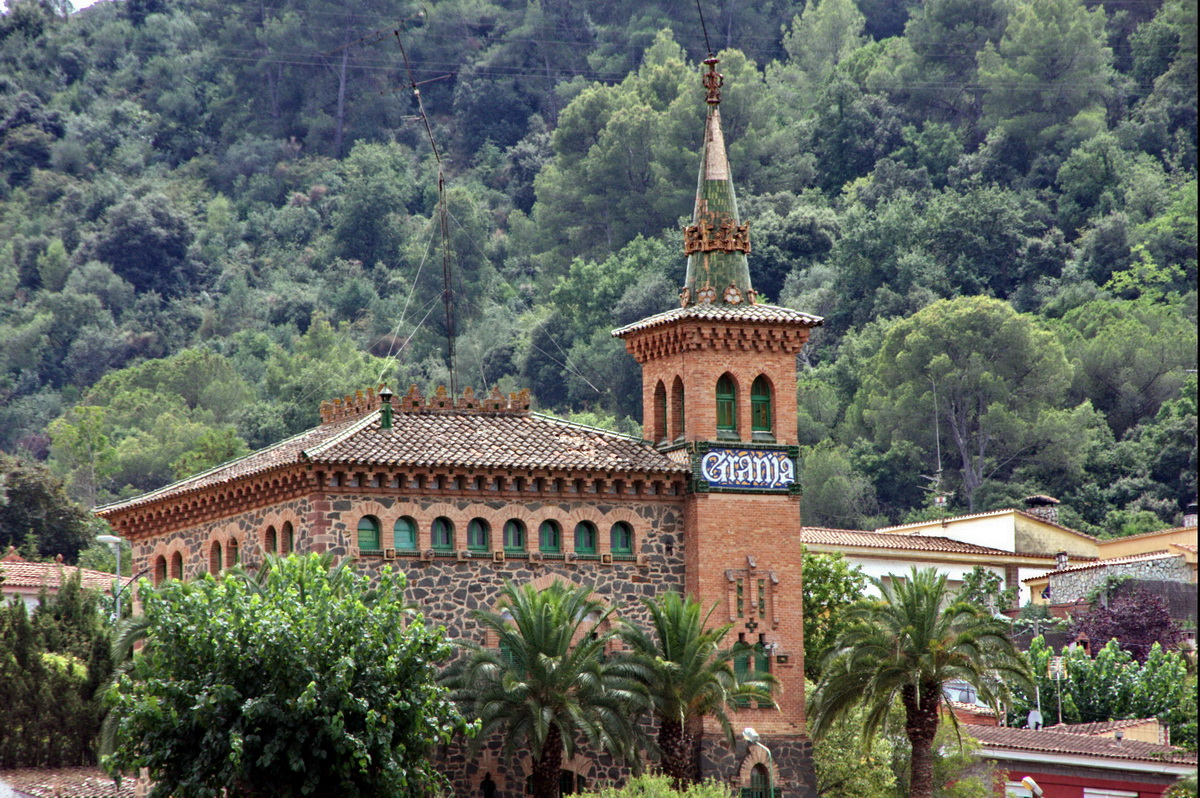
Granja Garcia, Cervelló
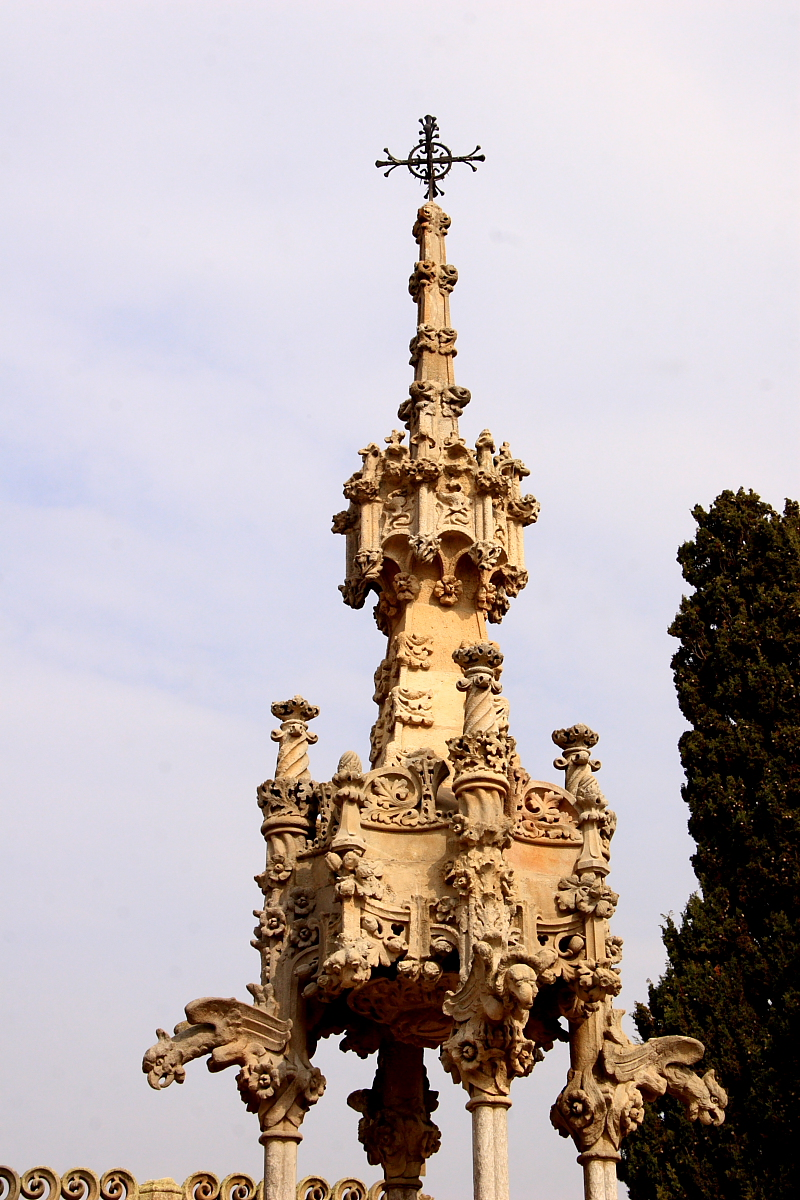
Grabmal Casanovas Terradas, Lloret de Mar

## Bibliographie
- DDAA: El modernisme a l'entorn de l'arquitectura. Edicions L’isard, 2002, ISBN 84-89931-22-4.